# Primicerius

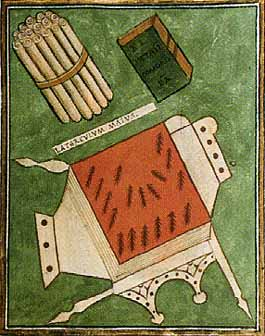
Insigne du primicerius notariorum tel qu'indiqué dans la Notitia dignitatum.

Du latin primicerius (pl. primicerii ; en grec : primikērios, πριμικήριος), le titre de primicier (on trouve également primicère) désignait dans l’Empire romain tardif et dans l’Empire byzantin certains dignitaires de la cour ainsi que certains chefs de départements dans l’administration civile et militaire. Il fut aussi utilisé dans l’Église pour désigner les supérieurs de certaines églises ou chapitres ainsi que les responsables de divers groupes comme les chantres ou les lecteurs.
Étymologiquement, le terme dérive de primus in cera, (c.a.d. in tabula cerata) signifiant « le premier [primus] inscrit sur une tablette de cire [cera] ».

## Empire romain tardif et Empire byzantin

### Cour et administration civile
Le terme primicerius semble apparaitre sous le Dominat. Ainsi l’eunuque désigné sous Constantin comme praepositus sacri cubiculi (« préposé à la chambre sacrée »), marquant par là sa basse origine, devint au siècle suivant le primicerius sacri cubiculi ou parakimomène. Il était alors le chef des nombreux chambellans desservant l’appartement, la table et la garde-robe du souverain.
Le titre fut également porté par divers dignitaires de la cour dont les fonctions étaient reliées à la personne de l’empereur, tel l’eidikon ou le vestiarion. D’autres primicerii dirigeaient divers départements du palais (scrinia) dont celui des notaires (notarii en latin, notarioi ou taboularioi en grec). Certains d'entre eux parvinrent aux plus hautes fonctions. Ainsi le primicier Staurakios, premier ministre de l’impératrice Irène, fut chargé en 781 de se rendre à la cour des Francs pour négocier le mariage de Constantin VI avec une fille de Charlemagne.
À partir du règne de Nicéphore III Botaniatès (v. 1001-1081), les services du palais furent dirigés par un megas prim[m]ikērios ou grand primicier, responsable de l’ordre soit au palais, soit à l’extérieur lorsque l’empereur participait à une expédition. Le faste de la cour perdant de son éclat et le Trésor se vidant, l’inflation des titres fit que ceux-ci correspondirent de moins en moins aux fonctions ; le « primicier de la cour » (πριμμικηριος της αύλης) devint une sorte de maitre des cérémonies, chargé de placer chacun au poste qu’il devait occuper au palais, en particulier parmi les corps de la garde. On trouve des prim[m]ikērioi dans l’Empire byzantin et le despotat de Morée jusqu’à leur conquête par les Ottomans.

### Administration militaire
Dans l’armée romaine du Bas-Empire, le primicier était un officier dont le rang venait après celui de tribun militaire, mais avant celui de sénateur. On retrouve surtout les primicerii dans les unités associées à la cour impériale, en particulier chez les gardes du palais. Ainsi du IVe au VIIe siècle, les protectores domestici et les scholæ palatinæ étaient dirigés par un primicier, de même que les fabriques d’armes, lesquelles comme les scholæ étaient sous la juridiction du magister officiorum,. En dehors de l’entourage du prince, d’autres primicerii faisaient partie de l’État-major des commandants militaires de régions (duces), de même que de certaines unités de l’armée régulière. Dans l’Empire byzantin, sous la dynastie des Comnène, on trouve des primikērioi commandant certains régiments palatins comme les manglabitai, les vardariotai, les vestiaritai et la garde varègue. Le grand primicier Tatikios, eunuque et fils d’un captif sarrasin, accéda aux plus hauts postes de l’armée sous Alexis Ier (v. 1058-1118) et accompagna les princes croisés jusqu’à Antioche.

## Église
Dans l’administration ecclésiastique, on donnait le titre de primicier aux chefs des collèges des notarii et des defensores qui occupaient une place importante dans l’administration de l’Église pendant l’Antiquité tardive et le début du Moyen Âge.
À partir du Ve ou du VIe siècle, on donna ce titre en Occident aux directeurs des séminaires formant les jeunes clercs. Une inscription datant de 551 et trouvée à Lyon mentionne ainsi « Stephanus primicerius scolae lectorum servientium in ecclesia Lugdunensi ». Isidore de Séville traite dans son « Epistola ad Ludefredum » des obligations du primicier des clercs subalternes. De par ses fonctions, le primicier se voyait également attribuer certaines responsabilités dans la direction des cérémonies liturgiques.
Au VIIIe siècle, la règle de Chrodegang et les statuts d’Amalarius de Metz font du primicier le premier capitulaire, après l’archidiacre et l’archiprêtre, responsable des clercs subalternes et dirigeant les célébrations liturgiques ainsi que le chant. La fonction de primicier devint ainsi une fonction spécialisée dans de nombreux chapitres grâce à la transformation graduelle de l’ancienne fonction de chef de la schola cantorum ou lectorum.
Dans l’Église orthodoxe orientale, le titre est utilisé tant pour désigner les supérieurs des groupes de notarioi et tabularioi de la bureaucratie ecclésiastique, que les personnes responsables des lecteurs, chantres, etc. d’une église. Au Moyen Âge et jusqu'à la suppression des chapitres ecclésiastiques en 1790 en France, le grand chantre (le primicerius) était la troisième « dignité » d'un chapitre canonial, après le doyen et le sous-doyen (decanus et subdecanus).
Dans l’Église orthodoxe russe moderne, le titre de primicerius (primikirii) est donné à un clerc junior (quelquefois un lecteur ou un sous-diacre) qui porte un cierge ou une torche devant un évêque pendant les processions liturgiques ou au cours de l’office divin.